# Orzeł czarny
Orzeł czarny (Aquila verreauxii) – gatunek dużego ptaka drapieżnego z rodziny jastrzębiowatych (Accipitridae), występujący w górskich i pagórkowatych rejonach Afryki (przede wszystkim na południe od Sahary) i zachodniej Azji (od Izraela po południowo-wschodni Półwysep Arabski). Nie wyróżnia się podgatunków.
Cechy gatunkuUpierzenie czarne, dziób jasnożółty, nogi żółte. Na grzbiecie białe plamy ułożone w literę V. Młode rdzawe na plecach, karku i ciemieniu, czarniejsze na piersi i masce. Z wyglądu podobny do orła przedniego zamieszkującego północną półkulę oraz orła australijskiego z Australii.
WymiaryDługość ciała: 75–95 cm, rozpiętość skrzydeł do 2,5 m.
Masa ciałasamica ok. 4,45 kg, samiec ok. 3,7 kg
GniazdoGniazdo zakłada na niedostępnych skałach. Jest ptakiem bardzo terytorialnym. Często może być obserwowany w parach.
JajaSamica składa zwykle dwa kremowobiałe jaja, wysiadywane przez ok. 45 dni. Starsze pisklę po wykluciu często zabija młodsze.
PożywienieSpecjalizuje się w polowaniu na góralki. Poza tym żywi się też ptakami, takimi jak perlice, lub ssakami wielkości góralków, np. dużymi gryzoniami. Poluje, wykorzystując prądy powietrza wznoszące się nad zboczami gór i spadając znienacka na ofiarę.
StatusMiędzynarodowa Unia Ochrony Przyrody (IUCN) uznaje orła czarnego za gatunek najmniejszej troski (LC – least concern) nieprzerwanie od 1988 roku. Trend liczebności populacji uznaje się za stabilny.